# (3907) Kilmartin
(3907) Kilmartin es un asteroide que forma parte del cinturón de asteroides y fue descubierto por Maximilian Franz Wolf el 14 de agosto de 1904 desde el Observatorio de Heidelberg-Königstuhl, Alemania.

## Designación y nombre
Kilmartin fue designado al principio como A904 PC.
Más adelante, en 1989, a propuesta de Brian Marsden, fue nombrado en honor de la astrónoma neozelandesa Pamela Kilmartin.

## Características orbitales
Kilmartin está situado a una distancia media del Sol de 2,793 ua, pudiendo acercarse hasta 2,452 ua y alejarse hasta 3,133 ua. Tiene una excentricidad de 0,1218 y una inclinación orbital de 11,01 grados. Emplea en completar una órbita alrededor del Sol 1705 días.

## Características físicas
La magnitud absoluta de Kilmartin es 11,8 y el periodo de rotación de 3,841 horas.